# Кремессова
Кре́мессова (эст. Kremessova, на местном диалекте также Креммессова (Kremmessova) и Креммессювя (Kremmessüvä)), ранее Загубочье — деревня в волости Сетомаа уезда Вырумаа, Эстония. Исторически относится к нулку Тсятски. 
До административной реформы местных самоуправлений Эстонии 2017 года входила в состав волости Вярска уезда Пылвамаа.

## География и описание
Расположена на берегу Чудского озера. Расстояние до уездного центра — города Выру — 40 километров, до волостного центра — посёлка Вярска — 3,5 километра. Высота над уровнем моря — 35 метров.
Климат умеренный. Официальный язык — эстонский. Почтовый индекс — 64009.

## Население
По данным переписи населения 2021 года, в Кремессова насчитывалось 7 жителей, все — эстонцы.
По данным переписи населения 2011 года, в деревне проживали 9 человек, из них 8 (88,9 %) — эстонцы (сету в перечне национальностей выделены не были).
Численность населения деревни Кремессова по данным переписей населения СССР и Департамента статистики Эстонии:
| Год  | 1959 | 1970 | 1979 | 1989  | 2000 | 2011 | 2017 | 2018 | 2019 | 2020 | 2021 |
| ---- | ---- | ---- | ---- | ----- | ---- | ---- | ---- | ---- | ---- | ---- | ---- |
| Чел. | 68   | ↘ 54 | ↗ 57 | ↗ 142 | ↘ 19 | ↘ 9  | → 9  | ↗ 10 | ↘ 9  | → 9  | ↘ 7  |

## История
В письменных источниках 1585–1587 годов упоминаются Исадъ Кримешова, Исадъ Загубочье (места рыбной ловли), 1652 года — Загубочье (деревня), 1686 года — Загубья, 1780 года — Загубочья, 1885 года — Krõmesüva, 1886 года — Kremesowa, 1897 года — Kromnesüwa, 1904 года — Kremessova, Загу́бочье, 1934 года — Kremmessova.
На военно-топографических картах Российской империи (1846–1863 годы), в состав которой входила Лифляндская губерния, деревня обозначена как Загубочье.
В XIX веке деревня входила в состав общины Вяйке-Рысна и относилась к приходу Вярска.
В деревне находится песчаный карьер, в настоящее время заброшен. В Регистр объектов культурного наследия Эстонии внесено древнее воинское захоронение.
Юго-восточная часть деревни носит название Загорья (эст. Sagorja).

## Происхождение топонимов
Объяснить происхождение эстонского топонима Кремессова на основе диалектов эстонского языка трудно; можно привести слова kremet («коняга», «кляча»), kremmosk («водка»), krempel / kremmel («сеятельный плуг»). В русском языке похожее личное имя или топоним отсутствуют; для сравнения подходит слово «кремень».
Для русского топонима Загубочье подходит следующее объяснение: за- (предлог) + губа («морская, озёрная или речная губа»). В Ингерманландии и Псковской области, а особенно в Карелии, встречается название населённых пунктов Загубье.

## Галерея
- Сетуская женщина. Кремессова, 1912 год
- Сетуские девушки. Кремессова, 1912 год
- Сетуские юноши, одетые в сетуском, русском и эстонском стиле. Кремессова, 1912 год
- Фестиваль сету в 2016 году

## Комментарии
1. ↑  Эстонские топонимы, оканчивающиеся на -а, не склоняются и не имеют женского рода (исключение — Нарва)[8].